# 野村誠 (政治家)
野村 誠（のむら まこと、1949年（昭和24年）1月22日 - ）は、日本の政治家。
下呂市長（2期）、下呂市議会議員（1期）、下呂町議会議員（6期）を務めた。

## 来歴
岐阜県益田郡下呂町小川（現下呂市）生まれ。中京大学法学部法律学科卒業。
1983年、下呂町議会議員選挙に出馬し、初当選。以後6期連続で当選し、町議会議長も務める。2004年2月、下呂町の市町村合併により町議会議員を自動失職。同年3月の下呂市議会議員選挙に出馬し、当選した。同年5月から2006年5月まで、下呂市議会議長を務める。
2008年4月、下呂市長選に出馬。再選を目指した現職の山田良司下呂市長を破り、当選した。なお山田は2007年、同年の岐阜県議会議員選挙における対応（現職の駒田誠を支持せず、新人の伊藤厳悟を支持）が下呂市議会で批判され、辞職勧告決議が可決されていた。
2012年4月、下呂市長選に再選を目指して出馬。民主党衆議院議員、犬山市長を務めた石田芳弘を破り、再選を果たした。なおこの下呂市長選に際し、現職の国土交通大臣である前田武志が、石田の支持を求める文書を下呂市の建設業協会に送付していた事実が発覚し、前田に対し公職選挙法違反の疑惑が持ち上がった。前田は2012年4月20日、参議院で問責決議が可決され、6月の野田第2次改造内閣発足に伴い事実上更迭された。
2016年の市長選には出馬しなかった。